# Marcel Constantin Runcanu
Marcel Constantin Runcanu (n. 9 august 1947, Priseaca, Olt – d. 13 aprilie 1987) a fost un scriitor român. Fiul unui militar de carieră, a studiat literele la Cluj-Napoca. Membru fondator al revistei „Echinox” din Cluj, redactor la revista „Tribuna”. A publicat mai multe volume de proză la Editura Dacia din Cluj.

## Volume
- Sepia (1973)
- Nostalgii secrete (1976)
- Febra vesperală (1982)
- Vara indiană (1987)

## Premii
- Premiul Uniunii Scriitorilor pentru debut în 1973